# Syndicat du meurtre
Pour plus de détails, voir Fiche technique et Distribution.
Syndicat du meurtre (titre original : P.J.) est un film américain réalisé par John Guillermin et sorti en 1968.

## Synopsis
Le détective privé new-yorkais Peter Joseph Detweiler dit « P.J. », ayant besoin de se refaire financièrement, accepte de servir de garde du corps à Maureen Preble, maîtresse du millionnaire William Orbison qui, selon celui-ci, aurait été victime de tentatives d'agression de la part d'une famille vénale. P.J. ne tarde pas à tomber amoureux de la belle Maureen, mais elle est l'instigatrice, avec son amant Orbison, d'une machination ayant pour but d'éliminer l'entourage du magnat. P.J. va être accusé des crimes commis par les deux complices, mais parviendra-t-il à confondre les amants diaboliques ?

## Fiche technique
- Titre : Syndicat du meurtre
- Titre original : P.J. (titre alternatif anglophone : New Face in Hell)
- Réalisation : John Guillermin
- Scénario : Philip Reisman Jr. d'après une histoire coécrite avec Edward J. Montagne
- Dialogues : Philip Reisman Jr
- Musique : Neal Hefti, Joseph Gershenson
- Chanson : Welcome to St. Crispin, paroles de Philip Reisman Jr. et musique de Percy Faith, interprétée par Charles MacNiles
- Photographie : Loyal Griggs
- Son : Waldon O. Watson, Lyle Cain
- Montage : Sam. E. Waxman
- Direction artistique : Alexander Golitzen, Walter M. Simonds
- Décors : John McCarthy Jr., Robert Priestley
- Costumes : Jean Louis
- Pays d'origine :  États-Unis
- Langue : anglais
- Lieux de tournage : île Santa Catalina (Californie), New York (notamment Court Street Station pour les scènes dans le métro), Universal Studios (intérieurs) et Columbia Ranch (scènes autour de la fontaine)
- Producteur : Edward J. Montagne
- Société de production : Universal Pictures
- Société de distribution : Universal Pictures
- Format : couleur par Technicolor — Format 35 mm — 2.35:1 Techniscope — son monophonique (Westrex Recording System)
- Genre : thriller
- Durée : 109 minutes
- Date de sortie : 
  - États-Unis : 6 mars 1968 (New York), 27 mars 1968 (Seattle, Washington)
  - France : 21 mars 1969
- Affiche : Jean Mascii (France)

## Distribution
- George Peppard (VF : Georges Aminel) : Peter Joseph « P.J. » Detweiler
- Raymond Burr (VF : Jacques Monod) : William Orbison
- Gayle Hunnicutt (VF : Martine Sarcey) : Maureen Preble
- Brock Peters (VF : Roland Ménard) : Waterpark, le chef de la police
- Wilfrid Hyde-White (VF : Roger Tréville) : Billings-Browne
- Jason Evers (VF : Pierre Loray) : Jason Grenoble
- Coleen Gray (VF : Jacqueline Ferrière) : Betty Orbison
- Susan Saint James (VF : Lily Baron) : Linette Orbison
- Severn Darden (VF : Jacques Thébault) : Shelton Quell
- George Furth (VF : Pierre Trabaud) : Sonny Silene
- H. Jane Van Duser (VF : Denise Bosc) : Elinor Silene
- Herb Edelman (VF : Henry Djanik) : Charlie
- John Qualen (VF : Pierre Leproux) : Poppa
- Bert Freed (VF : Jean Michaud) : le lieutenant de police
- Ken Lynch (VF : Yves Brainville) : Thorson
- Jim Boles (VF : Jean Berton) : l'agent du propriétaire
- Leonard Bremen (VF : Jean Clarieux) : Greavy
- Paul Bryar (en) (VF : Lucien Bryonne) : le garde, à l'entrée
- John Daheim (VF : Pierre Collet) : un homme de main
- Mary Gregory (VF : Estelle Gérard) : Miss Winnick
- H.B. Haggerty (VF : Claude Bertrand) : Ape, le lutteur